# Mongólia a 2012. évi nyári olimpiai játékokon
Mongólia a nagy-britanniai Londonban megrendezett 2012. évi nyári olimpiai játékok egyik részt vevő nemzete volt. Az országot az olimpián 7 sportágban 29 sportoló képviselte, akik összesen 5 érmet szereztek.

## Érmesek
| Érem  | Versenyző                  | Sportág   | Versenyszám            |
| ----- | -------------------------- | --------- | ---------------------- |
| Ezüst | Najdangín Tüvsinbajar      | Cselgáncs | Férfi félnehézsúly     |
| Ezüst | Njambajarin Tögszcogt      | Ökölvívás | Férfi légsúly          |
| Bronz | Battszeszeg Soronzonbold   | Birkózás  | Női szabadfogás, 63 kg |
| Bronz | Szajndzsargalin Njam-Ocsir | Cselgáncs | Férfi könnyűsúly       |
| Bronz | Urancsimegín Mönh-Erdene   | Ökölvívás | Férfi kisváltósúly     |

## Atlétika
Férfi
| Versenyző           | Versenyszám | Eredmény | Helyezés |
| ------------------- | ----------- | -------- | -------- |
| Bat-Ocsirín Szer-Od | Maraton     | 2:20:10  | 51.      |

Női
| Versenyző                   | Versenyszám | Eredmény | Helyezés |
| --------------------------- | ----------- | -------- | -------- |
| Luvszanlhündegín Otgonbajar | Maraton     | 2:52:15  | 102.     |

## Birkózás

### Férfi
Szabadfogású
| Versenyző                  | Versenyszám | Selejtező                           | Nyolcaddöntő                        | Negyeddöntő                        | Elődöntő          | Vigaszág első kör | Vigaszág elődöntő | Bronz- mérkőzés   | Döntő             | Helyezés |
| Versenyző                  | Versenyszám | Ellenfél Eredmény                   | Ellenfél Eredmény                   | Ellenfél Eredmény                  | Ellenfél Eredmény | Ellenfél Eredmény | Ellenfél Eredmény | Ellenfél Eredmény | Ellenfél Eredmény | Helyezés |
| -------------------------- | ----------- | ----------------------------------- | ----------------------------------- | ---------------------------------- | ----------------- | ----------------- | ----------------- | ----------------- | ----------------- | -------- |
| Bajarágín Naranbátar       | 55 kg       | Hassan Rahimi (IRI) · 0–2, 0–3      | kiesett                             | kiesett                            | kiesett           |                   |                   |                   |                   | 19.      |
| Pürevdzsavin Önörbat       | 74 kg       | Davit Khutsishvili (GEO) · 0–1, 1–2 | kiesett                             | kiesett                            | kiesett           |                   |                   |                   |                   | 13.      |
| Orgodolín Üjtümen          | 84 kg       | erőnyerő                            | Dato Marsagishvili (GEO) · 1–9, 4–7 | kiesett                            | kiesett           |                   |                   |                   |                   | 14.      |
| Dzsargalszajhani Csulúnbat | 120 kg      | erőnyerő                            | Malal Ndiaye (SEN) · 1–0, 2–0       | Biljal Mahov (RUS) · 6–0, 1–2, 0–1 | kiesett           |                   |                   |                   |                   | 7.       |

### Női
Szabadfogású
| Versenyző                | Versenyszám | Selejtező                          | Nyolcaddöntő                                      | Negyeddöntő                            | Elődöntő                    | Vigaszág első kör | Vigaszág elődöntő | Bronz- mérkőzés                    | Döntő             | Helyezés |
| Versenyző                | Versenyszám | Ellenfél Eredmény                  | Ellenfél Eredmény                                 | Ellenfél Eredmény                      | Ellenfél Eredmény           | Ellenfél Eredmény | Ellenfél Eredmény | Ellenfél Eredmény                  | Ellenfél Eredmény | Helyezés |
| ------------------------ | ----------- | ---------------------------------- | ------------------------------------------------- | -------------------------------------- | --------------------------- | ----------------- | ----------------- | ---------------------------------- | ----------------- | -------- |
| Davászühín Otgonceceg    | 48 kg       | Carolina Castillo (COL) · 2–1, 2–0 | Iwona Matkowska (POL) · 1–0, 1–2, 0–4 (kétvállas) | kiesett                                | kiesett                     |                   |                   |                                    |                   | 9.       |
| Szündevín Bjambaceren    | 55 kg       | Sofia Mattsson (SWE) · 0–5, 0–2    | kiesett                                           | kiesett                                | kiesett                     |                   |                   |                                    |                   | 17.      |
| Battszeszeg Soronzonbold | 63 kg       | erőnyerő                           | Sylvie Datty Ngonga (CAF) · 4–0, 4–0 (kétvállas)  | Anastasija Grigorjeva (LAT) · 5–0, 5–4 | Icsó Kaori (JPN) · 0–1, 0–4 |                   |                   | Martine Dugrenier (CAN) · 2–0, 1–0 |                   |          |
| Ocsirbatin Burmá         | 72 kg       | erőnyerő                           | Leah Callahan (CAN) · 3–0, 5–0                    | Maider Unda (ESP) · 1–1, 2–1, 0–1      | kiesett                     |                   |                   |                                    |                   | 8.       |

## Cselgáncs
Férfi
| Versenyző                  | Versenyszám  | Selejtező         | 32-es főtábla                          | Nyolcaddöntő                            | Negyeddöntő                            | Elődöntő                          | Vigaszág elődöntő                        | Bronz- mérkőzés                  | Döntő                                  | Helyezés |
| Versenyző                  | Versenyszám  | Ellenfél Eredmény | Ellenfél Eredmény                      | Ellenfél Eredmény                       | Ellenfél Eredmény                      | Ellenfél Eredmény                 | Ellenfél Eredmény                        | Ellenfél Eredmény                | Ellenfél Eredmény                      | Helyezés |
| -------------------------- | ------------ | ----------------- | -------------------------------------- | --------------------------------------- | -------------------------------------- | --------------------------------- | ---------------------------------------- | -------------------------------- | -------------------------------------- | -------- |
| Davádordzsín Tömörhüleg    | Légsúly      | erőnyerő          | Felipe Kitadai (BRA) · 000(0)–011(0)   | kiesett                                 | kiesett                                | kiesett                           |                                          |                                  |                                        | 17.      |
| Hasbátarín Cagánbátar      | Harmatsúly   | erőnyerő          | Tu Kai-wen (TPE) · 011(1)–001(0)       | Colin Oates (GBR) · 000(0)–001(1)       | kiesett                                | kiesett                           |                                          |                                  |                                        | 9.       |
| Szajndzsargalin Njam-Ocsir | Könnyűsúly   | erőnyerő          | Christopher Völk (GER) · 011(3)–010(1) | Volodimir Szoroka (UKR) · 001(1)–000(2) | Manszur Iszajev (RUS) · 000(1)–100(0)  |                                   | Nicholas Delpopolo (USA) · 001(1)–000(2) | Dex Elmont (NED) · 001(1)–000(2) |                                        |          |
| Najdangín Tüvsinbajar      | Félnehézsúly |                   | Teerawat Homklin (THA) · 101(0)–000(0) | Thierry Fabre (FRA) · 100(0)–000(0)     | Ramziddin Saidov (UZB) · 100(0)–000(1) | Hvang Hithe (KOR) · 001(0)–000(1) |                                          |                                  | Tagir Hajbulajev (RUS) · 000(0)–100(0) |          |

Női
| Versenyző                | Versenyszám  | Selejtező                                 | Nyolcaddöntő                                 | Negyeddöntő                                 | Elődöntő                           | Vigaszág elődöntő                  | Bronz- mérkőzés                  | Döntő             | Helyezés |
| Versenyző                | Versenyszám  | Ellenfél Eredmény                         | Ellenfél Eredmény                            | Ellenfél Eredmény                           | Ellenfél Eredmény                  | Ellenfél Eredmény                  | Ellenfél Eredmény                | Ellenfél Eredmény | Helyezés |
| ------------------------ | ------------ | ----------------------------------------- | -------------------------------------------- | ------------------------------------------- | ---------------------------------- | ---------------------------------- | -------------------------------- | ----------------- | -------- |
| Mönhbatin Uranceceg      | Légsúly      | erőnyerő                                  | Alekszandra Podrjadova (KAZ) · 001(0)–000(1) | Alina Dumitru (ROU) · 001(1)–011(2)         |                                    | Paula Pareto (ARG) · 000(2)–001(1) |                                  |                   | 7.       |
| Mönhbátarín Bundmá       | Harmatsúly   | Linouse Desravine (HAI) · 100(0)–000(0)   | Yanet Bermoy (CUB) · 000(0)–020(0)           | kiesett                                     | kiesett                            |                                    |                                  |                   | 9.       |
| Dordzsszürengín Szumija  | Könnyűsúly   | Kim Dzsandi (KOR) · 000(1)–000(1) (bírói) | kiesett                                      | kiesett                                     | kiesett                            |                                    |                                  |                   | 17.      |
| Cedevszürengín Mönhdzajá | Váltósúly    | Jennifer Anson (PLW) · 110(0)–000(0)      | Johanna Ylinen (FIN) · 100(0)–000(0)         | Gévrise Émane (FRA) · 000(1)–000(1) (bírói) | Urška Žolnir (SLO) · 000(0)–100(0) |                                    | Ueno Josie (JPN) · 000(2)–001(0) |                   | 5.       |
| Pürevdzsargalín Lhamdegd | Félnehézsúly | erőnyerő                                  | Gemma Gibbons (GBR) · 000(1)–002(1)          | kiesett                                     | kiesett                            |                                    |                                  |                   | 9.       |

## Íjászat
Férfi
| Versenyző            | Versenyszám | Selejtező | Selejtező | 64-es főtábla                     | 32-es főtábla     | Nyolcaddöntő      | Negyeddöntő       | Elődöntő          | Döntő             | Helyezés |
| Versenyző            | Versenyszám | Pont      | Kiemelt   | Ellenfél Eredmény                 | Ellenfél Eredmény | Ellenfél Eredmény | Ellenfél Eredmény | Ellenfél Eredmény | Ellenfél Eredmény | Helyezés |
| -------------------- | ----------- | --------- | --------- | --------------------------------- | ----------------- | ----------------- | ----------------- | ----------------- | ----------------- | -------- |
| Dzsancangín Gantögsz | Egyéni      | 669       | 19.       | Ráhul Benardzsi (IND) (46.) · 0–6 | kiesett           | kiesett           | kiesett           | kiesett           | kiesett           | 33.      |

Női
| Versenyző               | Versenyszám | Selejtező | Selejtező | 64-es főtábla                       | 32-es főtábla                      | Nyolcaddöntő                  | Negyeddöntő       | Elődöntő          | Döntő             | Helyezés |
| Versenyző               | Versenyszám | Pont      | Kiemelt   | Ellenfél Eredmény                   | Ellenfél Eredmény                  | Ellenfél Eredmény             | Ellenfél Eredmény | Ellenfél Eredmény | Ellenfél Eredmény | Helyezés |
| ----------------------- | ----------- | --------- | --------- | ----------------------------------- | ---------------------------------- | ----------------------------- | ----------------- | ----------------- | ----------------- | -------- |
| Bisindégín Urantungalag | Egyéni      | 652       | 18.       | Alison Williamson (GBR) (47.) · 7–3 | Jennifer Nichols (USA) (15.) · 6–4 | I Szongdzsin (KOR) (2.) · 0–6 | kiesett           | kiesett           | kiesett           | 9.       |

## Ökölvívás
Férfi
| Versenyző                | Versenyszám  | Selejtező                     | Nyolcaddöntő                   | Negyeddöntő                    | Elődöntő                       | Döntő                         | Helyezés |
| Versenyző                | Versenyszám  | Ellenfél Eredmény             | Ellenfél Eredmény              | Ellenfél Eredmény              | Ellenfél Eredmény              | Ellenfél Eredmény             | Helyezés |
| ------------------------ | ------------ | ----------------------------- | ------------------------------ | ------------------------------ | ------------------------------ | ----------------------------- | -------- |
| Pürevdordzsín Szerdamba  | Papírsúly    | erőnyerő                      | Devendro Szingh (IND) · 11–16  | kiesett                        | kiesett                        | kiesett                       | 9.       |
| Njambajarin Tögszcogt    | Légsúly      | Elvin Məmişzadə (AZE) · 18–11 | Vincenzo Picardi (ITA) · 17–16 | Jasurbek Latipov (UZB) · 15–10 | Mihail Alojan (RUS) · 15–11    | Robeisy Ramírez (CUB) · 14–17 |          |
| Urancsimegín Mönh-Erdene | Kisváltósúly | Zdeněk Chládek (CZE) · 20–12  | Richarno Colin (MRI) · 15–12   | Tom Stalker (GBR) · 23–22      | Denisz Berincsik (UKR) · 21–29 | kiesett                       |          |
| Bjambin Tüvsinbat        | Váltósúly    | Yannick Mitoumba (GAB) · 17–4 | Alexis Vastine (FRA) · 12–13   | kiesett                        | kiesett                        | kiesett                       | 9.       |

## Sportlövészet
Férfi
| Versenyző       | Versenyszám           | Selejtező | Selejtező | Döntő   | Döntő    |
| Versenyző       | Versenyszám           | Pont      | Helyezés  | Pont    | Helyezés |
| --------------- | --------------------- | --------- | --------- | ------- | -------- |
| Njantajn Bajará | Légpuska              | 593       | 23.       | kiesett | kiesett  |
| Njantajn Bajará | Sportpuska, fekvő     | 588       | 40.       | kiesett | kiesett  |
| Njantajn Bajará | Sportpuska, összetett | 1154      | 33.       | kiesett | kiesett  |

Női
| Versenyző         | Versenyszám   | Selejtező | Selejtező | Döntő   | Döntő    |
| Versenyző         | Versenyszám   | Pont      | Helyezés  | Pont    | Helyezés |
| ----------------- | ------------- | --------- | --------- | ------- | -------- |
| Otrjadin Gündegmá | Légpisztoly   | 380       | 18.       | kiesett | kiesett  |
| Otrjadin Gündegmá | Sportpisztoly | 577       | 27.       | kiesett | kiesett  |

## Úszás
Férfi
| Versenyző     | Versenyszám | Előfutam | Előfutam | Előfutam | Elődöntő | Elődöntő | Elődöntő | Döntő   | Döntő    |
| Versenyző     | Versenyszám | Idő      | Hely.    | Össz.    | Idő      | Hely.    | Össz.    | Idő     | Helyezés |
| ------------- | ----------- | -------- | -------- | -------- | -------- | -------- | -------- | ------- | -------- |
| Andrejn Tamir | 100 m gyors | 56,37    | 5.       | 49.      | kiesett  | kiesett  | kiesett  | kiesett | kiesett  |

Női
| Versenyző            | Versenyszám | Előfutam | Előfutam | Előfutam | Elődöntő | Elődöntő | Elődöntő | Döntő   | Döntő    |
| Versenyző            | Versenyszám | Idő      | Hely.    | Össz.    | Idő      | Hely.    | Össz.    | Idő     | Helyezés |
| -------------------- | ----------- | -------- | -------- | -------- | -------- | -------- | -------- | ------- | -------- |
| Gantömörín Ojungerel | 100 m mell  | 1:27,17  | 5.       | 45.      | kiesett  | kiesett  | kiesett  | kiesett | kiesett  |